# Aumann Kit-Cars
Die Aumann Kit-Cars-GmbH (Eigenschreibweise Aumann-kit-cars-GmbH) war ein deutscher Hersteller von Automobilen.

## Unternehmensgeschichte
Peter Aumann (* 1951) betrieb seit Februar 1985 die Aumann-Kunststoff-Fertigung GmbH in Rheine. Wenig später begann er mit der Entwicklung von Kits für Automobile. Am 23. August 1989 wurde hierzu das Unternehmen Aumann-kit-cars-GmbH vom Amtsgericht Rheine ins Handelsregister eingetragen. Der Markenname lautete Aumann. Am 11. April 1992 sowie am 25. Juni 1999 und 1. Dezember 1999 befinden sich Löscheinträge im Handelsregister. Etwa 1992 endete die Produktion.

## Fahrzeuge
Im Jahre 1986 entstand der Bausatz für den Umbau eines VW Käfers in einen Lieferwagen mit rechts angeschlagener Hecktür an. Dabei könnte es sich um eine Art Lizenzfertigung einer Vandetta von Gundaker Fabrication handeln. Der Bausatz wurde hinter der Fahrer bzw. Beifahrertür auflaminiert, nachdem die Dachpartie und weite Teile der Heckkonstruktion vom Käfer entfernt wurden.
1987 entstand der Umbausatz für einen VW Speedster. Dabei handelt es sich primär um eine Modifizierung des Wagenhecks, sodass ein zweisitziges Cabriolet in der Tradition des Hebmüller-Cabrios entstand. Charakteristisch für den Speedster von Aumann sind die Luftschlitze über dem Motordeckel, die zwischen den Deckelscharnieren positioniert sind.
Der Bausatz für den Spyder entspricht weitgehend dem Bausatz für den Speedster. Ähnlich wie beim Porsche 550 sind hinter Fahrer und Beifahrer die Konturen der integrierten Nackenstützen der Sitze am Wagenheck modelliert worden. Sowohl für den Spyder, als auch für den Speedster hatte Aumann innen verbreiterte Kotflügel und eigene Trittbretter aus GFK im Angebot.